# Waterden
Waterden är en by i civil parish South Creake, i distriktet King's Lynn and West Norfolk, i grevskapet Norfolk i England. Byn är belägen 6 km från Fakenham. Waterden var en civil parish fram till 1935 när blev den en del av South Creake. Civil parish hade 32 invånare år 1931. Byn nämndes i Domedagsboken (Domesday Book) år 1086, och kallades då Waterdenna.